# Naturschutzgebiet Hangweide Brunskappel
Das Naturschutzgebiet Hangweide Brunskappel mit einer Größe von 2,2 ha liegt nördlich Brunskappel im Stadtgebiet von Olsberg im Hochsauerlandkreis. Das Gebiet wurde 2004 mit dem Landschaftsplan Olsberg durch den Hochsauerlandkreis als Naturschutzgebiet (NSG) ausgewiesen.

## Gebietsbeschreibung
Beim NSG handelt es sich um eine Magerweide mit einer alten Stieleiche.

## Pflanzenarten im NSG
Auswahl vom Landesamt für Natur, Umwelt und Verbraucherschutz Nordrhein-Westfalen dokumentierte Pflanzenarten im Gebiet: Acker-Witwenblume, Gewöhnliches Ferkelkraut, Gras-Sternmiere, Jakobs-Greiskraut, Kleiner Sauerampfer, Kleines Habichtskraut, Magerwiesen-Margerite, Moschus-Malve, Quendel-Ehrenpreis, Rundblättrige Glockenblume, Spitzlappiger Frauenmantel, Wiesen-Sauerampfer.

## Schutzzweck
Im NSG soll die Magerweide und die Alteiche geschützt werden. Wie bei allen Naturschutzgebieten in Deutschland wurde in der Schutzausweisung darauf hingewiesen, dass das Gebiet „wegen der Seltenheit, besonderen Eigenart und Schönheit des Gebietes“ zum Naturschutzgebiet wurde.